# Walter Büttner
Walter Büttner, genannt Der Heidekasper (* 16. November 1907; † 1990), war ein deutscher Puppenspieler, der sich in besonderer Weise um die pädagogische und künstlerische Weiterentwicklung des Puppenspiels in Deutschland verdient gemacht hat.

## Leben und Werk
Walter Büttner wurde am 16. November 1907 geboren. Sein Vater, August Büttner, wechselte im Jahr 1910 beruflich vom Zirkus zum Puppentheater, gab am 10. Oktober dieses Jahres seine erste öffentliche Aufführung und zog seitdem mit seinem Original Kunstfiguren- und Kasperletheater durch den gesamten norddeutschen Raum. In jener Zeit war das Puppenspiel noch keine anerkannte Theaterform, sondern rangierte neben Wurfbuden und Kinderkarussellen als Jahrmarktsattraktion. Entsprechend grob und wenig pädagogisch ausgerichtet waren August Büttners Aufführungen.
Früh wusste Walter Büttner, dass er in die Fußstapfen seines Vaters treten wollte. Bereits 1929 war er als Puppenspieler selbständig. Er verfeinerte die alten Stücke, die er von seinem Vater vom Jahrmarkt übernommen hatte, mäßigte sich in Spieltempo und Umgangssprache und begann damit, auch in Schulen aufzutreten. Dazu angeregt wurde unter anderem durch Bekannte und Freunde aus der Wandervogelbewegung sowie durch die Sozialistische Jugend und die Roten Falken, mit denen die Tradition seiner Familie eng verbunden war.
Im Schicksalsjahr 1933 wohnte er gerade in einem kommunistischen Kinderheim. Er bekam sofort Berufsverbot und war damit neben Alfredo Bannenberg der einzige namentlich bekannte Puppenspieler, der aus politischen Gründen seinen Beruf im Dritten Reich nicht uneingeschränkt ausüben durfte (andere Puppenspieler ereilte dies stets „nur“ aus rassischen Gründen). Er war nun gezwungen, sein Geld als Bauarbeiter beim Flughafenbau zwischen Celle und Lüneburg zu verdienen. Als er versuchte, das Berufsverbot zu umgehen und trotzdem mit seinen Puppen aufzutreten, wurde er ins Nobel-Glyzerinwerk nach Geesthacht versetzt. Dass er dann 1940 zur Marineartillerie der deutschen Wehrmacht eingezogen wurde, war für den bereits auf unter 60 Kilogramm abgemagerten Mann eine Lebensrettung. Außerdem fand er dort einen Vorgesetzten, der sein puppenspielerisches Talent erkannte und ihm die Möglichkeit gab, für seine Mitsoldaten im Sinne einer Art Frontbetreuung Aufführungen zu geben.
Zum Kriegsende war Walter Büttner in der Normandie stationiert und geriet in amerikanische Kriegsgefangenschaft. Diese Zeit sollte für Büttner von großer künstlerischer Bedeutung sein: Im Kriegsgefangenenlager in Alabama traf er auf einen kunstsinnigen Kommandanten, der neben verschiedenen Orchester- und Theatergruppen auch die Bildung eines Puppentheaters förderte. Aus den kuriosesten Materialien wurden Figuren, Requisiten und Bühnenbilder gestaltet, sowohl für Handpuppen- als auch für Marionettenspiele – für Büttner die eigentliche „Schule“ des künstlerischen Puppenspiels. Aus dieser Zeit stammten für Büttner wichtige Kontakte für sein künftiges Schaffen und zum Teil lebenslange Freundschaften, beispielsweise zum Maler Ernst Hummel, der in Alabama die Handpuppen und Marionetten schnitzte und für Büttners Theater noch viele Jahre später Zeichnungen und Graphiken anfertigte. 
Wie viele andere stand Walter Büttner nach der Zeit seiner Kriegsgefangenschaft vor dem Nichts. Lediglich drei Puppen aus dem Nachlass des Vaters hatten das „Tausendjährige Reich“ überstanden; drei weitere Figuren bekam er von einem Freund aus den Reihen der Roten Falken überlassen, und einige kamen auf uns unbekannten Wegen auch aus dem Kriegsgefangenenlager hinzu. Dies war für ihn ein ausreichender „Grundstock“, um mit dem Puppentheater weiterzumachen.
Der Holzbildhauer, der für Büttner vor dem Krieg gearbeitet hatte, lehnte eine weitere Zusammenarbeit mit dem mittellosen Künstler ab: Für Geld alleine schnitze ich nicht.
Im April 1948 traf Büttner den Bildhauer Fritz Herbert Bross, einen heutzutage legendären Puppengestalter, der damals noch am Anfang seiner künstlerischen Laufbahn stand. Er stattete Büttners Stücke während der nächsten Jahrzehnte mit Puppen höchster Qualität und Ausdruckskraft aus. Später wirkten auch andere Puppenbildner an Büttners Inszenierungen
mit, unter anderem Carl Schröder.

Mephisto und Faust; Figuren Fritz Hebert Bross

Büttners Spielgut umfasste nun klassische Kasperspiele, bekannte Märchen, selbsterdachte Geschichten und als Inszenierungen für Erwachsene unter anderem Doktor Faust nach der Legende von Johann Georg Faust und eine Adaption von Oscar Wildes Das Gespenst von Canterville. Mit diesem Repertoire konnte er, der vom Jahrmarkt kam, ohne weiteres in die Riege der etablierten künstlerischen Puppenspieler einreihen, zu der in dieser Zeit bereits Max Jacob, Otto Schulz-Heising und Friedrich Arndt gehörten.
1951 ließ sich Büttner in Seevetal-Maschen nieder, wo er in einem kleinen Waldstück sein Kasperhaus mit angrenzendem Freilichttheater errichtete. Dort lebte Büttner bis zu seinem Tod im Jahre 1990 und wurde unter dem Namen Der Heidekasper bundesweit bekannt.
Zwischen 1955 und 1958 entstanden – zunächst im Hamburger Fernsehatelier, später dann für den SWF in Baden-Baden – insgesamt 15 Fernsehfilme mit Büttners Puppenspielen.
Darüber hinaus gab er in Lehrgängen sein Können an interessierte Laien weiter und unternahm zahlreiche Gastspielreisen ins europäische Ausland, unter anderem nach Prag und Schweden.
Als damals letzter noch lebender Jahrmarktsspieler führte er ab Anfang der 1970er Jahre eher museal noch einmal eines seiner Jahrmarktsstücke unter dem Titel Anno Toback auf, was bei Publikum wie Puppenspielerkollegen für viel Beachtung und Begeisterungsstürme sorgte und bis zu seinem Tod eines der wichtigsten Stücke des „Heidekaspers“ war.
1986 wurde Büttner „in Würdigung seiner weithin anerkannten Puppenspielkunst“ mit dem Kulturpreis des Landkreises Harburg ausgezeichnet. Walter Büttner starb 1990. Er hinterließ eine Frau und vier Kinder.

## Puppenspiel als Familientradition: Die Büttners
Die Familie Büttner kann neben Walter Büttner und seinem Vater August noch einige weitere Puppenspieler vorweisen: Büttners Bruder Heini (früh verstorben) war ebenfalls Handpuppenspieler. Eine von Walter Büttners Töchtern, Antje, trat zumindest vorübergehend in seine Fußstapfen und spielte eine Zeit lang bei der Augsburger Puppenkiste. Büttners Enkel Andreas beschäftigt sich nebenberuflich mit dem Puppenspiel. So gehört die Familie Büttner heute zu den ganz wenigen Künstlerdynastien, die sich dem Puppentheater bereits in der vierten Generation verschrieben haben.

## Stücke von Walter Büttner (Auswahl)
- Der blaue Elefant
- Die Zaubergeige
- Annekes Traumfahrt (nach einer Vorlage des Mülheimer Kaspertheaters)
- Der wundersame Lichterkranz
- Wer andern eine Grube gräbt
- Das Kinderschiff
- Wittepoot hat Geburtstag
- Wittepoot und der Tiger Herrmann
- Rumpelstilzchen
- Die drei Helden
- Der Löwe Lambert
- Die Räuber vom Klabustertal
- Klumppatsch will nicht älter werden
- Taler – Taler, Du mußt wandern
- Schlummpummpel
- Doktor Faust (nach dem Puppenspiel von Otto Schulz-Heising)
- Anno Toback
- Schloß Elmenor (Nach Das Gespenst von Canterville von Oscar Wilde)
- Das Spiel vom Schatz im Walde
- Marquis de Guignol
- Bär, Bär, tanz!
- Das Spiel vom Jann
- Das Siebensternspiel
- Das Spiel vom Kaufmann Guldenschuh
- Die geheimnisvolle Höhle

## Weitere Quellen
- Walter Büttner erzählt und spielt aus seinem Leben. Kassettenaufnahme einer Veranstaltung vom November 1986.
- Fotos, Programmzettel, Texthefte in der Puppentheatersammlung Gerd J. Pohl (Piccolo Puppenspiele).
- Gespräche mit den Nachkommen Walter Büttners.